# Andrew Cope
Andrew Cope é um autor britânico de livros infantis. São de sua autoria a série de livros intitulada Spy Dog, protagonizada pela cadelinha vira-lata Lara (Lindo Animal de Resgate na Ativa), um animal muito especial que trabalha para o serviço Secreto Britânico.
Também de sua autoria, uma nova série foi lançada em 2009 - Spy Pups, desta vez com os filhotes de Lara como personagens principais. Os 4 primeiros livros da série Spy Dog foram lançados no Brasil em 2009 pela Editora Fundamento.

## Livros
- Spy Dog
- Spy Dog 2
- Spy Dog à Solta
- Spy Dog Supercérebro
- Spy Dog: Rocket Rider
- Spy Pups: Treasure Quest (2009)
- Spy Pups: Prison Break (2010)